# Pallacanestro ai IX Giochi della Francofonia
Il torneo di pallacanestro ai IX Giochi della Francofonia si è svolto ad Kinshasa, nel 2023.
Si è svolto solo il torneo femminile.

## Medagliere
| Posiz. | Nazione    | Oro | Argento | Bronzo | Totale |
| ------ | ---------- | --- | ------- | ------ | ------ |
| 1      | Senegal    | 1   | 0       | 0      | 1      |
| 2      | Camerun    | 0   | 1       | 0      | 1      |
| 3      | Madagascar | 0   | 0       | 1      | 1      |
| Totale | Totale     | 1   | 1       | 1      | 3      |